# Коморбідність
Коморбідність у медицині та психіатрії — наявність одного або декількох захворювань, окрім первинного захворювання, або ефект від такого додаткового захворювання. Коморбідна хвороба чи розлад може бути спричинене або безпосередньо пов'язане з основним захворюванням.
Поняття «коморбідність» (лат. co — разом, лат. morbus — хвороба) ввів американський епідеміолог Алван Файнштейн (1925-2001). Він використовував цей термін для опису наявності додаткової клінічної картини, яка вже існує або може проявлятися самостійно, в контексті розвитку основного захворювання і незалежно від основного захворювання, і яка завжди відрізняється від останнього.
У сучасній медичній літературі категорія коморбідності визначається як наявність у пацієнта щонайменше двох розладів, кожен з яких можна вважати незалежним один від одного і діагностувати самостійно. Це поєднання 2 або більше захворювань з тривалим перебігом у пацієнта, які патогенетично пов'язані або співставні за часовим перекриттям, поза вимірами активності кожного з них.